# Bob Evans (pilota automobilistico)

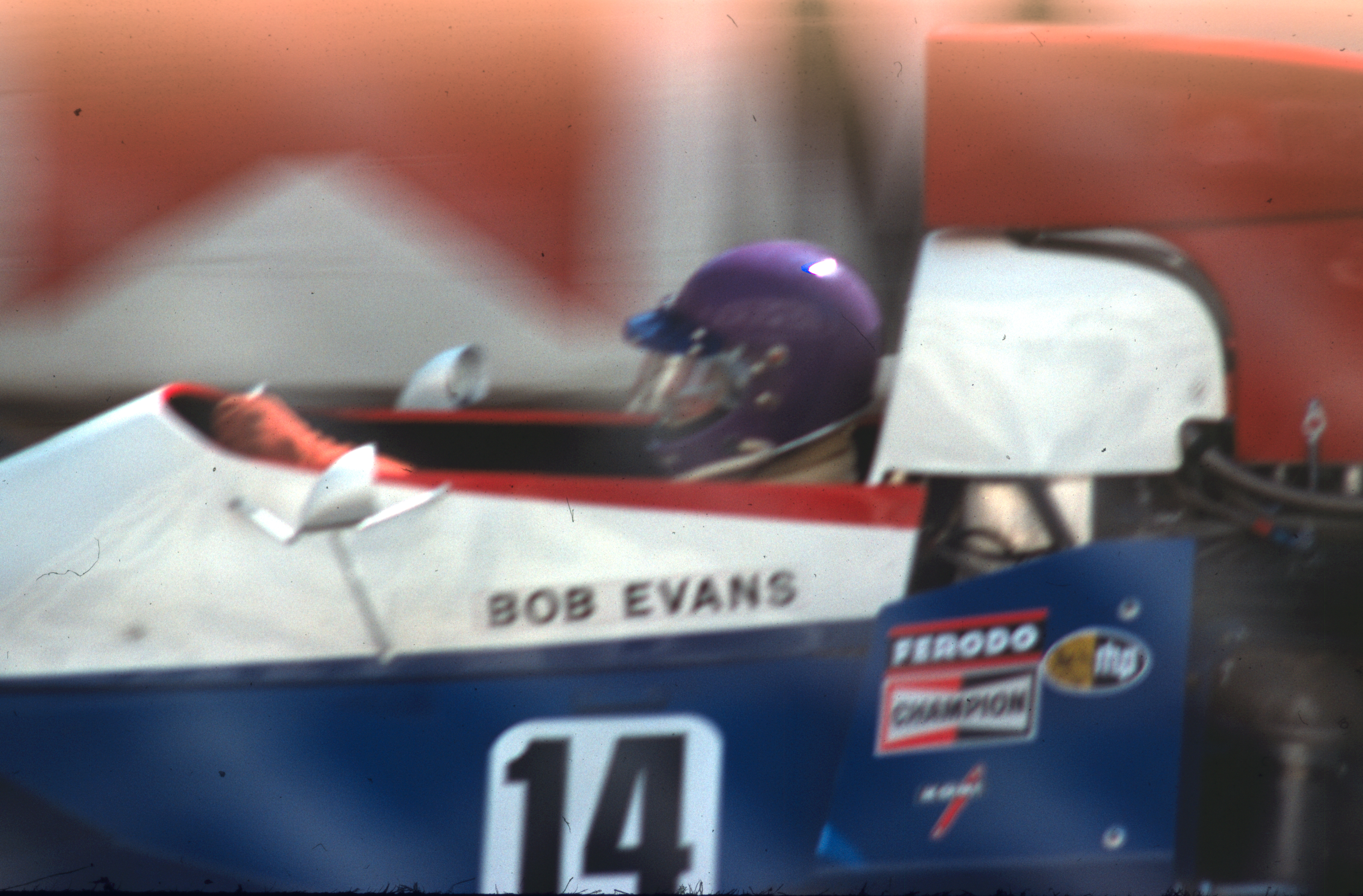
Monaco 1975

Robert Neville Anthony Evans, detto Bob (Waddington, 11 giugno 1947), è un pilota automobilistico inglese.

## Risultati in Formula 1
| 1975 | Scuderia | Vettura  |  |  |    |     |    |   |    |     |    |  |  |     |     |  |  |  | Punti | Pos. |
| ---- | -------- | -------- |  |  | -- | --- | -- | - | -- | --- | -- |  |  | --- | --- |  |  |  | ----- | ---- |
| 1975 | BRM      | BRM P201 |  |  | 15 | Rit | NQ | 9 | 13 | Rit | 17 |  |  | Rit | Rit |  |  |  | 0     |      |

| 1976 | Scuderia    | Vettura                 |  |    |    |  |  |  |  |  |     |  |  |  |  |  |  |  | Punti | Pos. |
| ---- | ----------- | ----------------------- |  | -- | -- |  |  |  |  |  | --- |  |  |  |  |  |  |  | ----- | ---- |
| 1976 | Lotus e RAM | Lotus 77 e Brabham BT44 |  | 10 | NQ |  |  |  |  |  | Rit |  |  |  |  |  |  |  | 0     |      |

| Legenda | 1º posto     | 2º posto | 3º posto    | A punti         | Senza punti/Non class.  | Grassetto – Pole position Corsivo – Giro più veloce |
| Legenda | Squalificato | Ritirato | Non partito | Non qualificato | Solo prove/Terzo pilota | Grassetto – Pole position Corsivo – Giro più veloce |